# Incestophantes altaicus
Incestophantes altaicus är en spindelart som beskrevs av Andrei V. Tanasevitch 2000. Incestophantes altaicus ingår i släktet Incestophantes och familjen täckvävarspindlar. Inga underarter finns listade i Catalogue of Life.